# Пирттипохья
Пи́рттипо́хья (фин. Pirttipohja) — посёлок в Кааламском сельском поселении Сортавальского района Карелии России.

## География
Название Пирттипохья переводится с финского языка как «Угол избы».
Посёлок расположен на северном берегу озера Вахваярви в 27 км к северу от Сортавалы. Заброшен в конце 1990-х годов. Долгое время сохранялся бревенчатый дом, посещаемый рыбаками и охотниками. В настоящее время дом сгорел.

## Население
| 2002 | 2009 | 2010 | 2013 |
| ---- | ---- | ---- | ---- |
| 0    | →0   | →0   | →0   |

## Инфраструктура
Путевое хозяйство. Разобранная железнодорожная станция, ныне остановочный пункт Пирттипохья на 304,6 км перегона Маткаселькя — Алалампи — Янисъярви. В прошлом имелся железнодорожный вокзал.

## Интересные факты
Финский писатель Альгот Унтола, часто выступающий под псевдонимом Майю Лассила, написал повесть «Пирттипохья и её обитатели», которая издана в СССР в 1957 году на русском языке.

## Транспорт
Вследствие трудного доступа и отдалённости от крупных населённых пунктов посёлок занесён в Перечень труднодоступных и отдалённых местностей в Республике Карелия.